# LT50
LT50 é o tempo letal mediano (tempo até a morte) após a exposição de um organismo a uma substância tóxica ou condição estressante. O LT50 é comumente usado em estudos de toxicologia para quantificar a quantidade de um estressor necessário para matar um organismo. O LT50 pode ser usado em conjunto com o EC50 (concentração de exposição média) para uma quantificação ainda mais precisa.